# Нікола Марінов
Нікола Марінов (болг. Никола Абаджиев Маринов / Nikola Marinov; 10 липня 1879, Ескі Джума, Болгарія — 16 січня 1948 Софія, Болгарія) — болгарський живописець-аквареліст, впливовий педагог, ректор Софійської Академії мистецтв у 1930-х. 

## Біографія
Нікола Марінов народився 10 липня 1879 року в Ескі Джума (сучасне Тирговиште ), Болгарія. 
Закінчив у 1903 році із золотою медаллю Академії мистецтв / англ. Accademia Albertina в Турині (Італія) за фахом живопис. Його педагогами були професори Джакомо Гроссо (1860—1938) і Андреа Таверньє (1858—1932). Залишився на два роки стажуватися в Італії. Після повернення в 1906 році в Болгарії працював викладачем образотворчого мистецтва в Софії. 
Як і інші знамениті художники Ярослав Вешин, Володимир Димитров-Майстора, Костянтин Штаркелов, в роки Балканських воєн (1912—1913), а потім і Першої світової, Нікола Марінов був на лінії вогню, причому стройовим офіцером. З 1919 по 1921 рік Марінов на посаді штатного художника служив у Міністерстві освіти. З 1921 по 1940 рік був професором в Академії мистецтв (і ректором Академії у 1935—1937 роках). Серед його учнів низка найвідоміших болгарських художників: Ілія Бешков, Олександр Жендов, Ненко Балканський, Ілія Петров, Олександр Стаменов, Васілка Генадієва, Іван Ненов. У власних заняттях живописом з усіх технік надавав перевагу акварелі. Автор портретів (здебільшого жіночих), пейзажів  фігуративних композицій; фресок у церквах Пловдива, Ловеча, Бела-Черкваи Перника; у храмі Святого Олександра Невського в Софії.  Брав участь у багатьох групових та персональних виставках в Болгарії та за кордоном: в Белграді, Берліні, Венеції, Загребі, Римі. Його картини знаходяться у Національній художній галереї Болгарії в Софії, у галереях в Бургасі, Варні, Велико Тирново, Кирджалі, Пловдиві, Разграді, Тирговіште, Хасково. 
Нікола Марінов помер 16 грудня 1948 року в Софії.

## Пам'ять

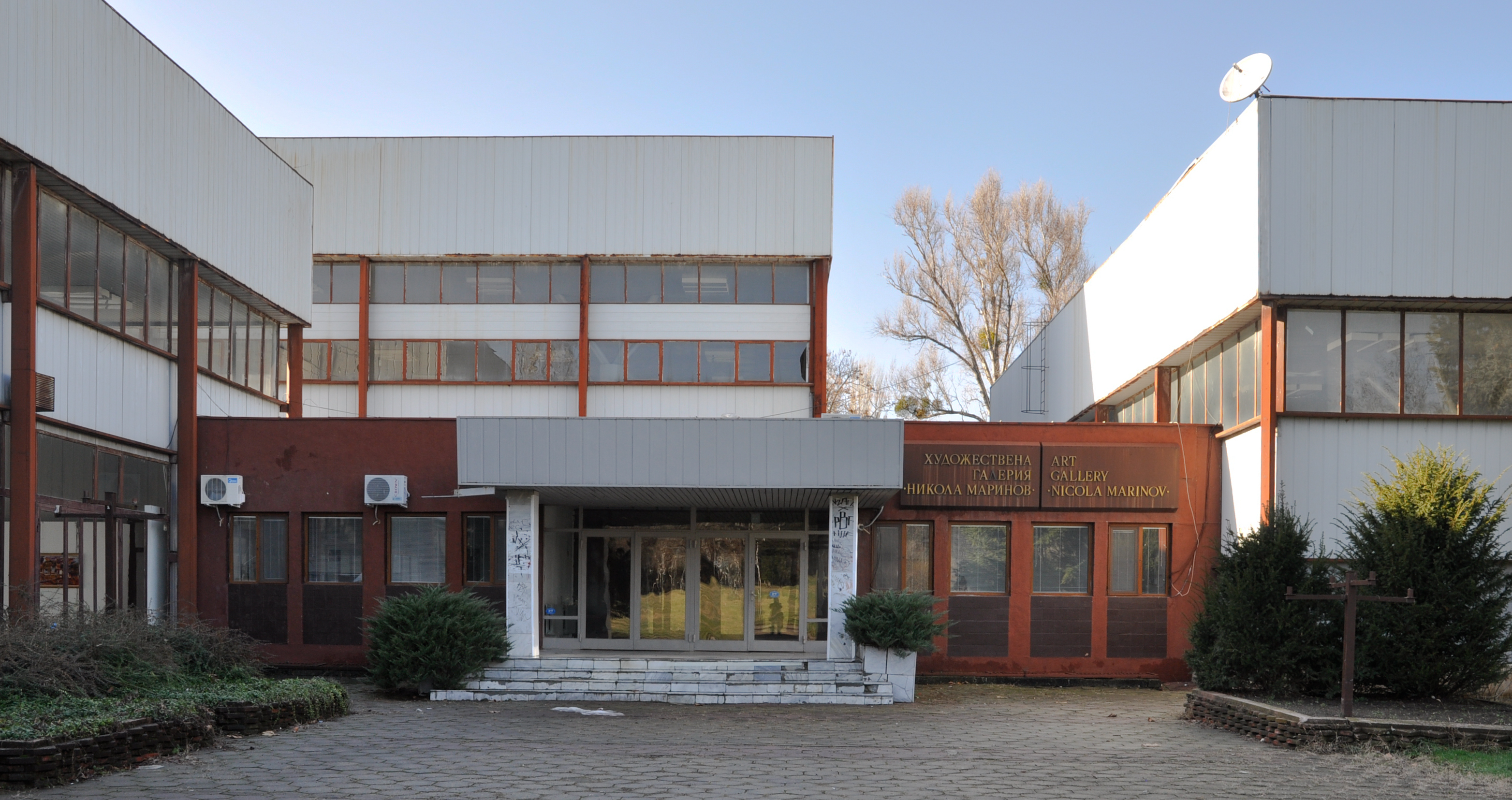
Художня галерея «Нікола Марінов»
у Тирговіште (фото 2010)

Художня галерея в Тирговіште носить його ім'я  Також його ім'я присвоєно міській гімназії (однієї з дев'яти в рідному місті художника). 
Окрім того, галерея «Нікола Марінов» з 1977 року організовує міжнародний пленер акварелістів, досвіду якого присвячені більш ніж 20 випущених до 2015 року видань. Безліч художників з різних країн (Фінляндії, Румунії, Італії, Китаю, Росії) стали учасниками пленерів у Тирговіште, поповнивши своїми роботами фонд галереї «Нікола Марінов»   . 

## Зображення в мережі
- Портрет дівчини [Архівовано 22 серпня 2017 у Wayback Machine.]  [Архівовано 22 серпня 2017 у Wayback Machine.] 1910-ті роки; акварель, пастель, туш 32 × 30 см
- Мати і дитя, 1917. [Архівовано 8 березня 2016 у Wayback Machine.] акварель [Архівовано 8 березня 2016 у Wayback Machine.]  [Архівовано 8 березня 2016 у Wayback Machine.] галерея «Нікола Марінов», Тирговіште
- Мати з немовлям на руках. акварель [Архівовано 4 березня 2016 у Wayback Machine.]  [Архівовано 4 березня 2016 у Wayback Machine.]
- Піа (фрагмент. [Архівовано 4 березня 2016 у Wayback Machine.] Акварель). [Архівовано 4 березня 2016 у Wayback Machine.]  [Архівовано 4 березня 2016 у Wayback Machine.] Національна художня галерея Болгарії
- Мати та дитина. Акварель 35 × 46 см. [Архівовано 19 лютого 2019 у Wayback Machine.]  [Архівовано 19 лютого 2019 у Wayback Machine.] Пловдивська міська художня галерея[bg]
- Дівчата, 1931. Акварель 34.5 × 49 см. [Архівовано 2 червня 2016 у Wayback Machine.]  [Архівовано 2 червня 2016 у Wayback Machine.] Художня галерея міста Казанлик [11]